# فرودگاه زوگرا
فرودگاه زوگرا (به انگلیسی: Zougra Airport) یک فرودگاه همگانی است. این فرودگاه در شهر بردای کشور چاد قرار دارد.